# Laurent Vergès
Pour les articles homonymes, voir Vergès.
Pour les autres membres de la famille, voir Famille Vergès.
Laurent Vergès est un homme politique français, né le 23 avril 1955 à Saint-Denis de La Réunion et mort le 12 octobre 1988 au Port, également à La Réunion. Il accéda très jeune au poste de député de La Réunion à la suite de son élection dans la deuxième circonscription de ce département d'outre-mer situé dans le sud-ouest de l'océan Indien. Son premier mandat fut interrompu par son décès, du fait d'un accident de la route.

## Biographie
Laurent Vergès est un membre de la famille Vergès, dont les membres comprennent de nombreuses personnalités politiques. Il est le petit-fils du docteur Raymond Vergès, le neveu de Jacques Vergès et le fils de Paul Vergès. Il est le frère de Françoise Vergès et Pierre Vergès.
Membres notables de la famille Vergès
|                            |                            |                            |                            | Raymond Vergès 1882 – 1957 |                            |  |  |                            |                            |                            |                            |                            |                            |  |  |  |  |                    |                    |                    |                    |                    |                    |  |  |  |  |  |  |  |  |
|                            |                            |                            |                            |                            |                            |  |  |                            |                            |                            |                            |                            |                            |  |  |  |  |                    |                    |                    |                    |                    |                    |  |  |  |  |  |  |  |  |
|                            |                            |                            |                            |                            |                            |  |  |                            |                            |                            |                            |                            |                            |  |  |  |  |                    |                    |                    |                    |                    |                    |  |  |  |  |  |  |  |  |
| Jacques Vergès 1924 – 2013 | Jacques Vergès 1924 – 2013 | Jacques Vergès 1924 – 2013 | Jacques Vergès 1924 – 2013 | Jacques Vergès 1924 – 2013 | Jacques Vergès 1924 – 2013 |  |  | Paul Vergès 1925 – 2016    | Paul Vergès 1925 – 2016    | Paul Vergès 1925 – 2016    | Paul Vergès 1925 – 2016    | Paul Vergès 1925 – 2016    | Paul Vergès 1925 – 2016    |  |  |  |  |                    |                    |                    |                    |                    |                    |  |  |  |  |  |  |  |  |
| Jacques Vergès 1924 – 2013 | Jacques Vergès 1924 – 2013 | Jacques Vergès 1924 – 2013 | Jacques Vergès 1924 – 2013 | Jacques Vergès 1924 – 2013 | Jacques Vergès 1924 – 2013 |  |  | Paul Vergès 1925 – 2016    | Paul Vergès 1925 – 2016    | Paul Vergès 1925 – 2016    | Paul Vergès 1925 – 2016    | Paul Vergès 1925 – 2016    | Paul Vergès 1925 – 2016    |  |  |  |  |                    |                    |                    |                    |                    |                    |  |  |  |  |  |  |  |  |
|                            |                            |                            |                            |                            |                            |  |  |                            |                            |                            |                            |                            |                            |  |  |  |  |                    |                    |                    |                    |                    |                    |  |  |  |  |  |  |  |  |
| Françoise Vergès 1952      | Françoise Vergès 1952      | Françoise Vergès 1952      | Françoise Vergès 1952      | Françoise Vergès 1952      | Françoise Vergès 1952      |  |  | Laurent Vergès 1955 – 1988 | Laurent Vergès 1955 – 1988 | Laurent Vergès 1955 – 1988 | Laurent Vergès 1955 – 1988 | Laurent Vergès 1955 – 1988 | Laurent Vergès 1955 – 1988 |  |  |  |  | Pierre Vergès 1958 | Pierre Vergès 1958 | Pierre Vergès 1958 | Pierre Vergès 1958 | Pierre Vergès 1958 | Pierre Vergès 1958 |  |  |  |  |  |  |  |  |

Laurent Vergès vient au monde neuf ans après l'arrestation de son père, accusé de l'assassinat d'Alexis de Villeneuve, pour lequel il sera finalement condamné aux assises de Lyon en 1947 (5 ans avec sursis) puis amnistié par le pouvoir politique. 
Peut-être marqué par cet évènement, il abandonne relativement tôt ses études d'économie quelques années plus tard pour mieux se lancer dans le journalisme puis la politique. Il prend notamment la tête du quotidien Témoignages fondé par son grand-père paternel, et désormais un organe du Parti communiste réunionnais.
Il voyage par ailleurs au Sahara occidental et dans différents pays d'Amérique du Sud et en revient conforté dans ses idées communistes. Il se présente finalement à plusieurs élections et manque de peu le poste de maire de Saint-André, ville de l'est de l'île.
Il est en revanche élu au conseil régional de La Réunion dès la création de l'institution en 1983. Puis en juin 1988, il est élu député dans la deuxième circonscription de La Réunion. D'abord affilié au groupe communiste, il relève des non inscrits à compter du 5 juin 1988. Il meurt dans un accident automobile sur la route du Littoral quelques mois plus tard.